# Brookesia bekolosy
Brookesia bekolosy Raxworthy & Nussbaum, 1995 è un piccolo sauro della famiglia Chamaeleonidae, endemico del Madagascar.

## Biologia
È una specie ovipara.

## Distribuzione e habitat
La specie è nota grazie ad un unico esemplare raccolto nella foresta pluviale sull'altopiano di Bekolosy, all'interno della Riserva speciale di Manongarivo, ad altitudini comprese tra 1.000 e 1.200 m.

## Conservazione
La IUCN Red List classifica B. bekolosy come specie in pericolo di estinzione (Endangered).
La specie è inserita nella Appendice II della Convention on International Trade of Endangered Species (CITES).